# Альбрехт Дюрер

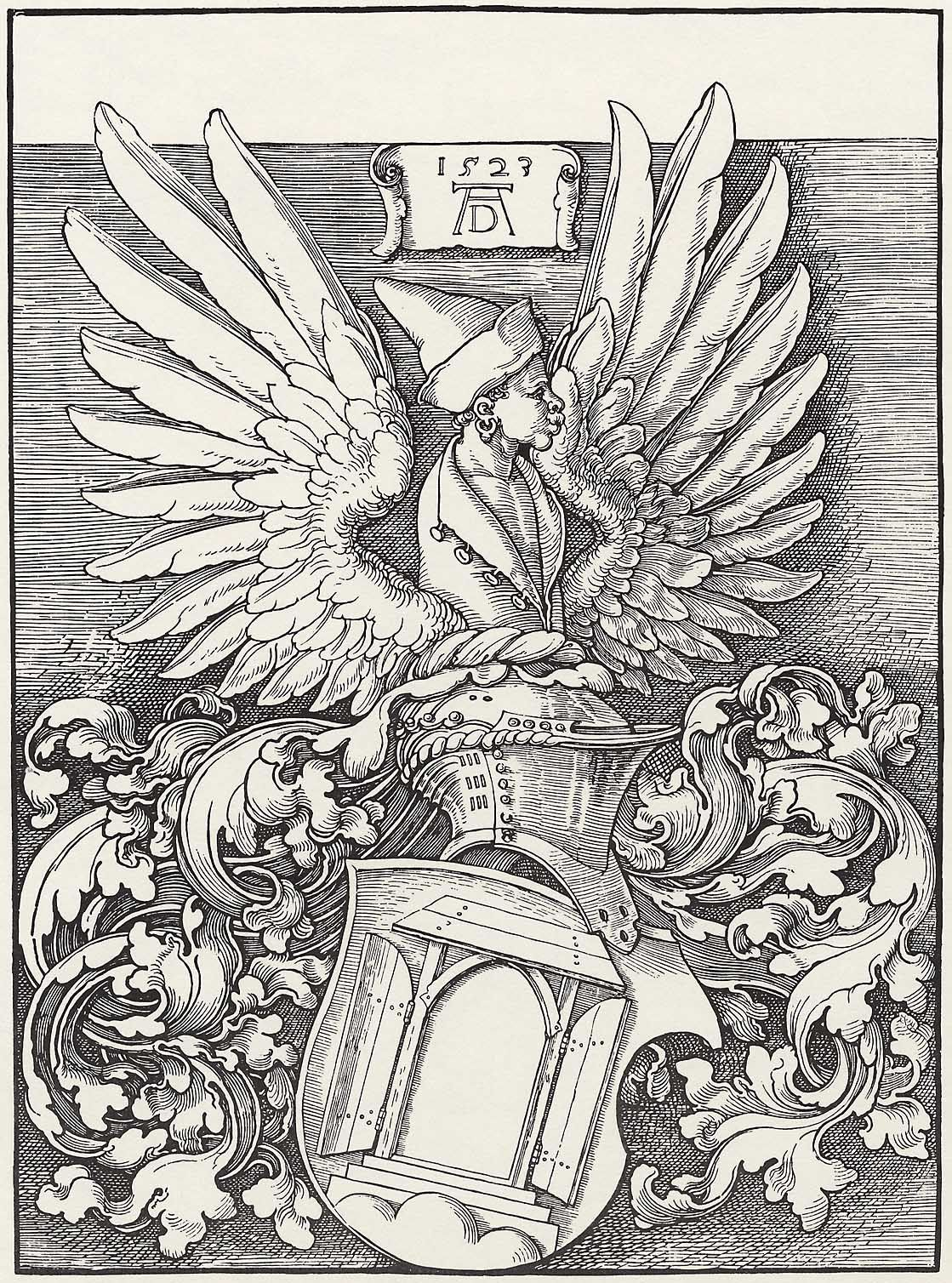
Гравюра Дюрера із зображенням власного герба

А́льбрехт Дю́рер (нім. Albrecht Dürer, 21 травня 1471 — 6 квітня 1528) — німецький художник доби Відродження, математик і теоретик мистецтва. Створював вівтарні картини, портрети, гравюри (рити́ни), екслібриси.

## Біографія

### Ранні роки, 1471—1490
Альбрехт Дюрер народився в Нюрнберзі. Його батько, Альбрехт Дюрер старший, був вихідцем з Угорщини й після навчання в Баварії одружився з дочкою одного з бюргерів. Альбрехт став третьою дитиною в сім'ї Дюрерів, яка після його народження поповнилася ще на п'ятнадцять дітей.
Поповнення родини на 15 дітей не принесло родині щастя. Майже всі діти померли, залишились троє.
На формування майбутнього художника дуже вплинув його батько, який володів майстернею по роботі зі сріблом. Помітивши потяг сина до навчання, він віддав його до школи, де Альбрехт швидко й легко навчився читати й писати. Після школи Дюрер-молодший вчився батьківського ремесла в цеху. Водночас із цією роботою Альбрехт малював, але таємно від батька, бо вважав, що той заборонить йому надалі розвивати це захоплення. Одначе, коли батько все-таки помітив потяг хлопця до малювання, він навпаки підтримав сина й пішов з ним до відомого в Нюрнберзі художника і скульптора Міхаеля Вольгемута, який, переглянувши Альбрехтові роботи, погодився вчити його образотворчого мистецтва. Вольгемутова наука виявилася, хоч і складною, проте дуже корисною для Дюрера. Через три роки Дюрер поїхав у свою першу навчальну подорож містами Верхнього Рейну, що тривала від 1490 до 1494 року. Ця подорож була обов'язковою, щоб отримати звання майстра.

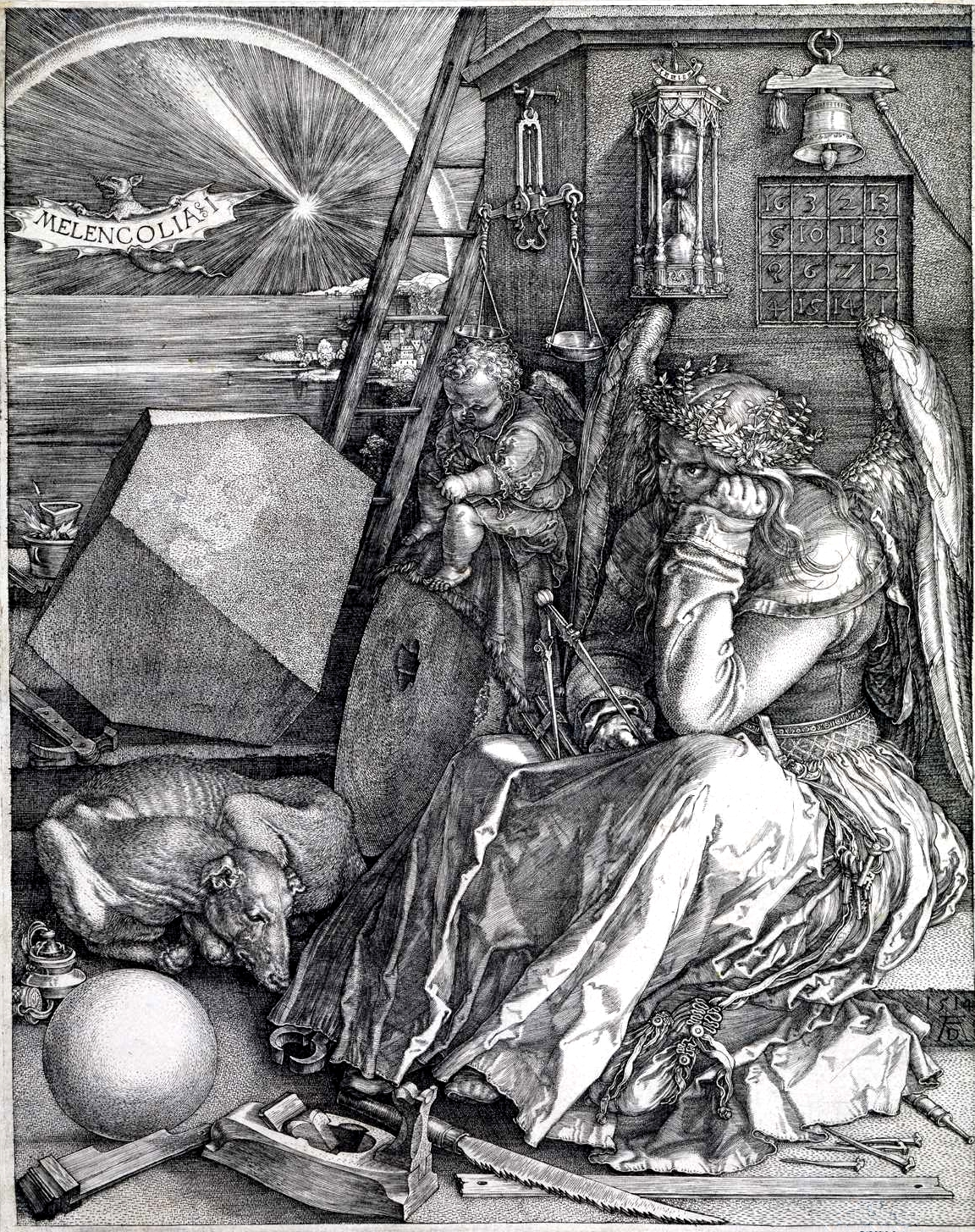
Меланхолія I

### Подорож у Кольмар та одруження, 1490—1494
Сподіваючись удосконалюватись у техніці гравюри на металі, Дюрер вирушив до Кольмара і планував узяти там уроки у Мартина Шонгауера, але не застав його в живих. Проте знайомство з його дітьми допомогло Альбрехтові ліпше зрозуміти Шонгауерову творчу спадщину.
Подорожуючи далі, в 1492 році Дюрер приїхав до Базеля, де створив 250 ілюстрацій до книжок, надрукованих у цьому місті.
Під час подорожі Альбрехт довідався, що батько без відома сина засватав йому наречену зі знатного роду банкірів та фінансових представників родини Медічі в Німеччині з посагом у 200 флоринів. На честь цієї події у 1493 році Дюрер написав «Автопортрет» (Лувр, Париж), щоб майбутні родичі змогли побачити його до весілля. Після одруження з Агнесою Фрай Дюрер більше не думав про заробіток і зміг повністю присвятити себе мистецтву.

### Перша подорож до Італії, 1494—1495
Невдовзі після весілля Дюрер вирушив у чергову навчальну подорож тепер уже до Італії. Там він познайомився з новою епохою, яка на той час устигла розквітнути, але ще не досягла Німеччини, — Ренесансом. Більшу частину свого часу в Італії Дюрер провів у Венеції, де вивчав роботи майстрів епохи Відродження. Дюрер захопився Ренесансом, але зрозумів, що в Німеччині таке мистецтво не сприйматимуть через інший клімат і спосіб життя. Завдяки сприянню Вольгемута Дюрер вивчав гравіювання сухою голкою і дизайн ритин, тоді ще новий вид мистецької техніки, на основі робіт Мартина Шонгауера, найвідомішого в німецьких землях майстра гравюри другої половини XV ст.

### Повернення до Нюрнберга, 1495—1505

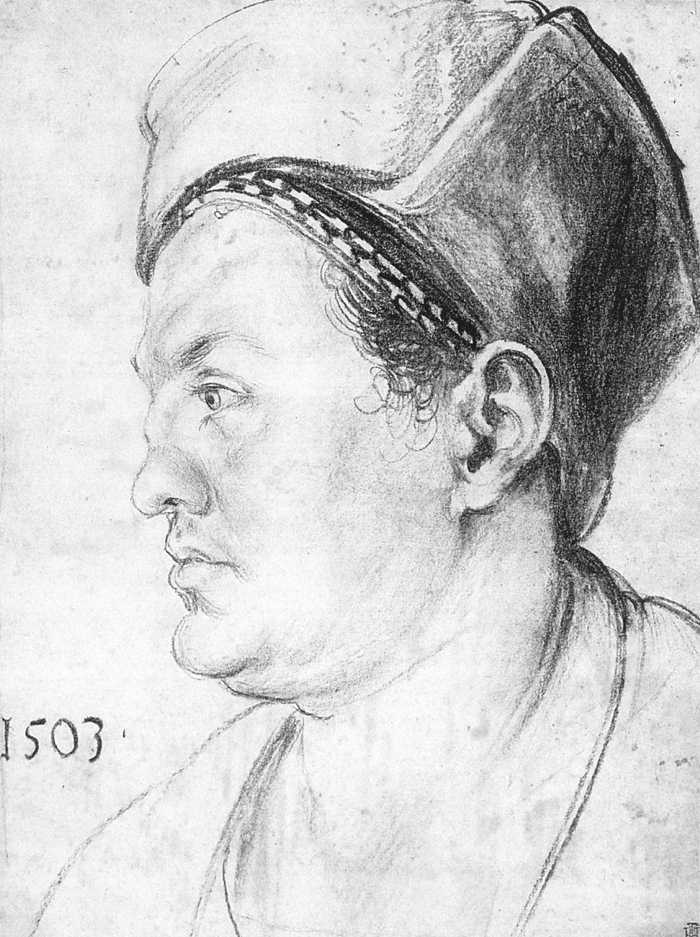
Портрет Піркгаймера (1503)

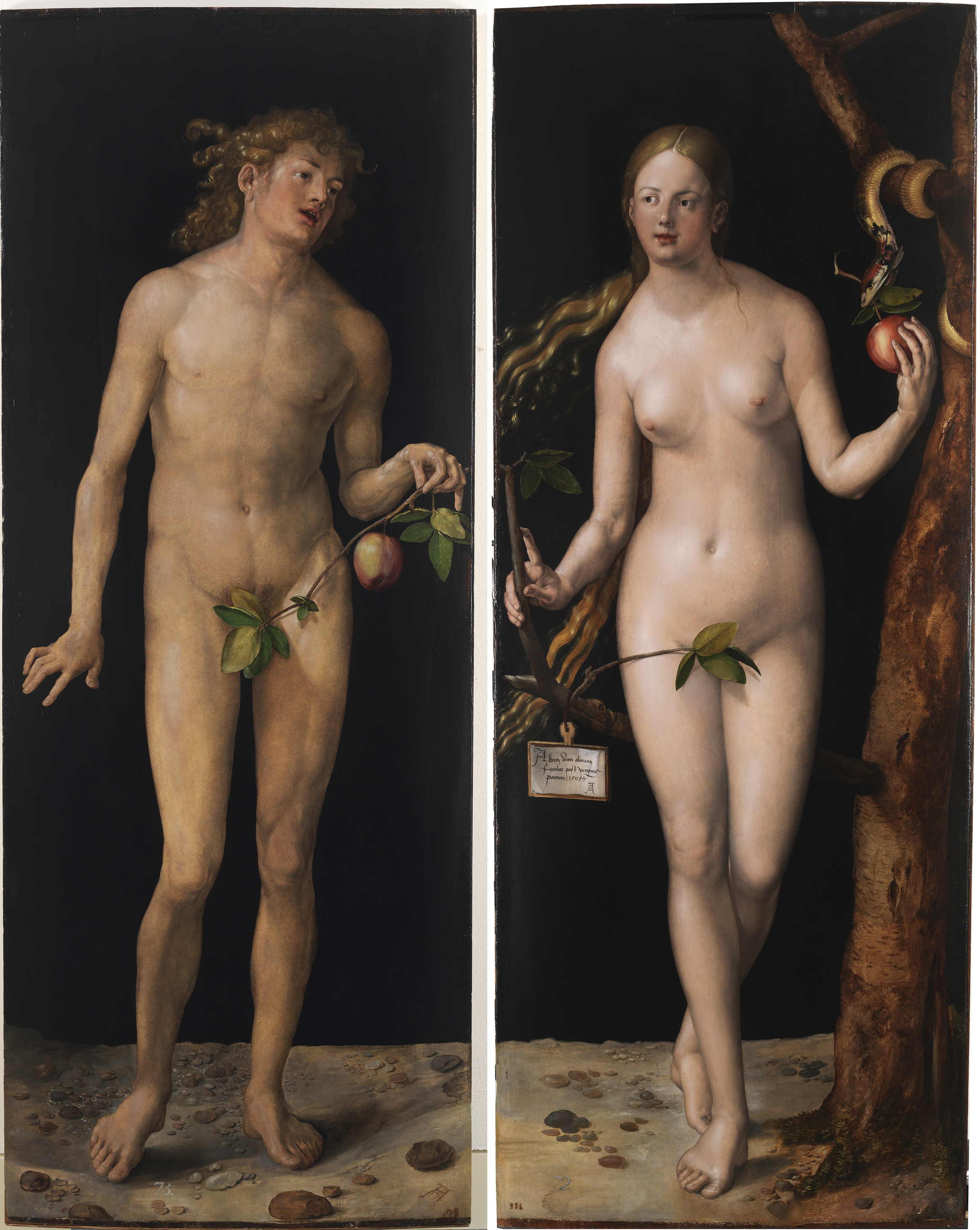
Диптих Адам і Єва, 1507

Повернувшись з Італії у 1495 році, Дюрер відкрив у Нюрнберзі власну майстерню, обов'язковою вимогою для цього було одруження. У цей час він знайомиться з впливовим діячем Нюрнберга Віллібальдом Піркгаймером, що мав неабиякий вплив на гуманістичний світогляд Дюрера та став його меценатом і другом.
Впродовж наступних п'яти років його стиль розвивався, північні форми збагатилися італійським впливом. Найкращими за перші роки роботи майстерні художника були дереворити, здебільшого на релігійні мотиви (Apocalipsis cum figuris, 1498), проте зі світськими сценами. Дюрерові гравюри були більші за розміром, ніж більшість німецьких дереворитів до нього, складніші й композиційно збалансованіші.
Видання Apocalipsis cum figuris одночасно латиною та німецькою мовою в Нюрнберзі в 1498 році принесла Дюреру славу та багатство, а також деяку свободу від системи меценатства, що, своєю чергою, дозволило йому обирати власні теми. Серія стала популярною, оскільки, в той час значна частина Європи очікувала можливого Страшного суду в 1500 році.
1502 року помер його батько, а 1514 року — мати.
Крім дереворитів, Дюрер почав робити ритини. Спочатку вони були скромні, але незабаром створено низку яскравих і оригінальних творів із майстерно деталізованим тлом. Серед них «Блудний син» 1496 року, «Морське страхіття» 1498 року, «Немезис» 1502 року. Завдяки цим роботам Дюрер здобув славу серед митців основних мистецьких центрів Європи.
До Нюрнберга 1500 приїхав венеційський майстер Джакопо де Барбарі, з яким Дюрер познайомився ще у Венеції. Від нього Дюрер довідався чимало про нові тенденції: розвиток перспективи, вивчення анатомії та правильні пропорції людського тіла. Барбарі не розповів усього, що знав, тож Дюрер розпочав свої власні дослідження, які тривали все його життя. Збереглися рисунки, що свідчать про експериментування Дюрера з людськими пропорціями, результатом яких стала знаменита ритина 1504 року «Адам і Єва». Це єдина гравюра, підписана повним ім'ям художника.
Дюрер виконував значну кількість ескізів для картин і гравюр. Чимало з них збереглися, зокрема знамениті «Руки в молитві» (Альбертіна) — ескіз для зображення апостола у вівтарі. Він також далі малював акварелі, серед яких декілька натюрмортів та зображень тварин, зокрема «Зайчик» 1502 року та «Великий шматок дерну» 1503 року (обидва твори виставлено в Альбертіні).

### Друга подорож до Італії, 1505—1507
Дюрер удруге вирушив до Італії 1505 року, на початку 1506 року прибув до Венеції та пробув там до 1507. В Італії Дюрер повернувся до малярства. Спочатку він виконав низку робіт темперою на лляному полотні. Серед цих робіт портрети й зображення для вівтарів, зокрема Паумгартнерський вівтар та «Поклоніння волхвів». На цей час гравюри Дюрера здобули популярність, і їх почали копіювати. У Венеції Дюрер отримав цінне замовлення від місцевої німецької громади для церкви Сан-Бартоломео — зображення для вівтаря «Поклоніння Діві» або «Учта в Трояндовому саду». Дюрер зобразив членів німецької комуни Венеції, але картина виконана під сильним італійським впливом. Згодом її придбав імператор Священної Римської імперії Рудольф II та забрав до Праги.

### Нюрнберг, створення шедеврів, 1507—1520
Незважаючи на шанобливе ставлення до себе венеційців, Дюрер повернувся до Нюрнберга влітку 1507 року і працював у Німеччині до 1520 року. Його слава поширилася всією Європою, він підтримував дружні стосунки з більшістю видатних майстрів того часу, включно з Рафаелем, Джованні Белліні та, через Лоренцо ді Креді, з Леонардо да Вінчі.

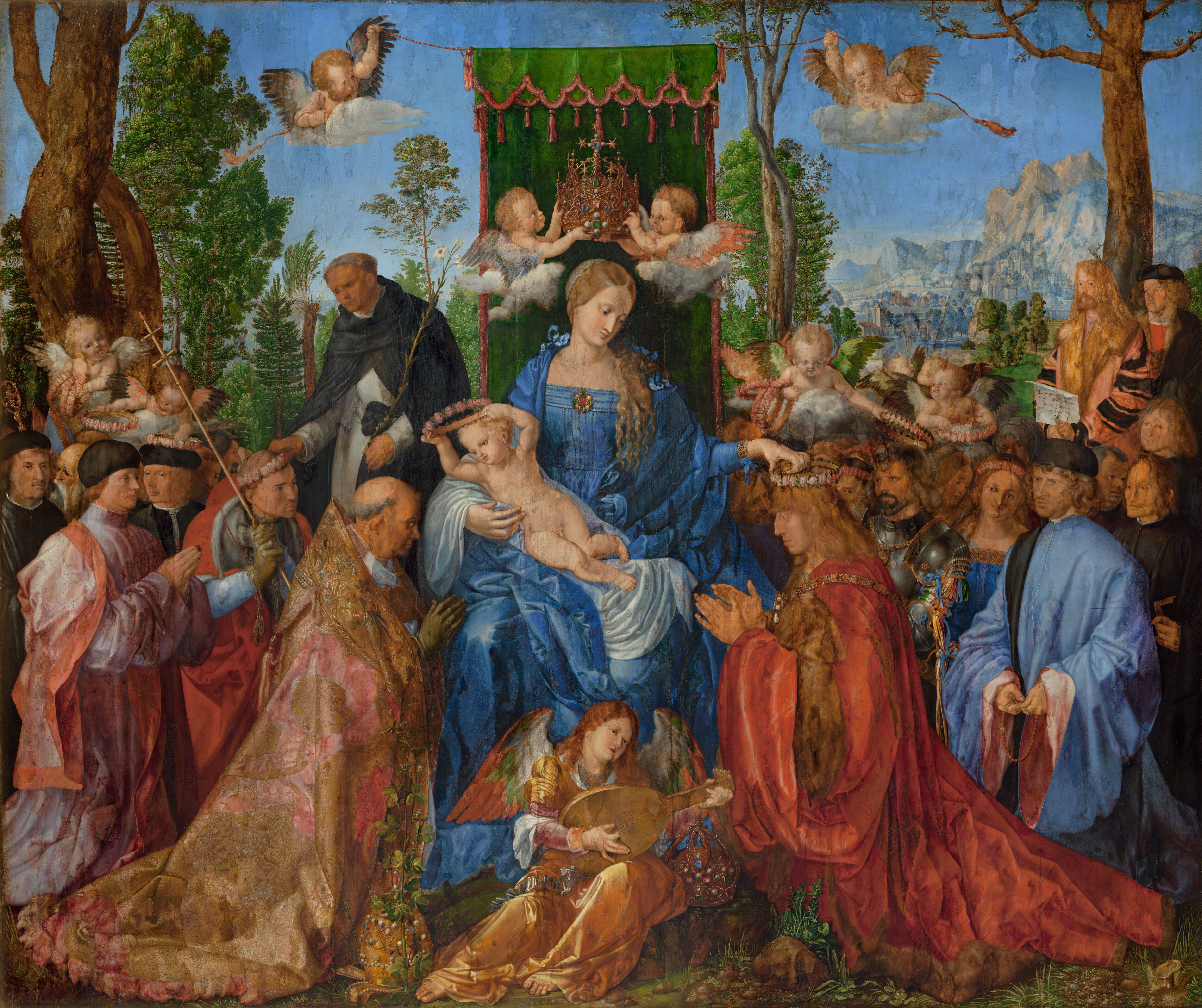
Свято вінків та троянд.(1506)

### Подорож до Нідерландів, 1520—1521
У липні 1520 року Дюрер вирушив у свою останню мандрівку в Нідерланди, щоб зустрітися з королем Карлом V, коронація якого мала відбутися в Аахені, й поновити пенсію, даровану йому Максиміліаном I. Разом із дружиною та її служницею Дюрер проплив Рейном до Кельна, а звідти до Антверпена, де його добре зустріли. В Антверпені Дюрер виконав велику кількість рисунків срібною голкою, крейдою й вугіллям. Крім відвідин коронації, він побував у Кельні (де мав нагоду побачити картини Штефана Лохнера), Неймегені, Гертогенбосі, Брюгге (Мадонна з немовлям Мікеланджело Буонарроті), Генті (вівтар роботи Яна ван Ейка) та у Зеландії.

### Останні роки в Нюрнберзі, 1521—1528
Повернувшись у Нюрнберг Дюрер працював над кількома великими проєктами на теми розп'яття Христа та святої розмови, але жоден із них не був завершений. Можливо, так сталося через погіршення здоров'я, але, ймовірніше те, що тепер багато часу Дюрер став витрачати на написання теоретичних робіт, присвячених геометрії, перспективі, пропорціям людини та коней, а також фортифікації. Помер 6 квітня 1528 року на 56 році життя від малярії, на яку заразився під час подорожей до Італії.

## Теоретичні праці
Окрім видатних образотворчих робіт, Дюрер залишив низку значних праць з питань теорії живопису: трактати „Керівництво до вимірювання“ (1525) та „Чотири книги про пропорції“ (1528), фрагменти незакінченої праці „Книга про живопис“. Також збереглась праця „Настанови до укріплення міст, замків і фортець“, присвячена темі фортифікацій, та інші начерки. Теоретичні праці Дюрера перегукуються з працями іншого визначного художника доби Відродження, Леонардо да Вінчі, у порівнянні з якими мають більш прикладний характер.

### Керівництво до вимірювання
Трактат „Керівництво до вимірювання за допомогою циркуля та лінійки“ задумувався як практичний посібник для художників, але став також першим німецьким підручником з геометрії. В ньому Дюрер послідовно викладає основи геометрії, перспективи, торкається питань оптики, астрономії, розглядає архітектурні форми, розробляє теорію орнаменту. На початку автор зазначає, що навчання мистецтва живопису лише на основі повсякденної практики, без вивчення теорії, не здатне сформувати справжнього живописця, оскільки в такому разі він не спроможний діяти помірковано, тобто дотримуватися логіки предмета зображення, а натомість дослухається лише до власної примхи.
Трактат складається з чотирьох книг. У першій розглядається лінійна геометрія. Геометричні побудови Дюрера включають спіралі, конхоїди та епіциклоїди. Він спирається на Аполлонія і працю Йоганна Вернера. Друга книга переходить до фігур на площині. Тут, зокрема, розглядається побудова правильних багатокутників, перевага надається методам Птолемея та Евкліда; наводяться приклади складання фігур в орнаменти. У третій книзі принципи геометрії застосовуються до архітектури, проєктування та типографії. Описуючи побудову архітектурних форм — колон, капітелей, карнизів тощо — Дюрер посилається на Вітрувія, хоча наведені конструкції в більшості випадків належать до пізньої готики, поширеної в той час у Німеччині. В типографії він викладає накреслення і пропорції літер латинської абетки, спираючись на спосіб Луки Пачолі, і побудову готської абетки за власною модульною системою. Своєрідною кульмінацією трактату є четверта книга, присвячена питанням перспективи та світлотіні. Дюрер наводить обидва відомі італійцям способи побудови перспективи — повний, коли перспективне зображення будується за допомогою плану і профільного зображення предмета, і скорочений, що дає можливість обходитись без допоміжних креслень плану і профілю. Автор пропонує також пристрої та прилади для отримання правильної перспективи суто механічними методами.
Одразу після видання у 1525 році „Керівництво до вимірювання“ набуло значного поширення. Воно познайомило північні народи з науковими досягненнями, що вже були відомі італійцям, а також розширило німецьку термінологію, саме тому Дюрера вважають одним із творців німецької наукової мови.

### Чотири книги про пропорції

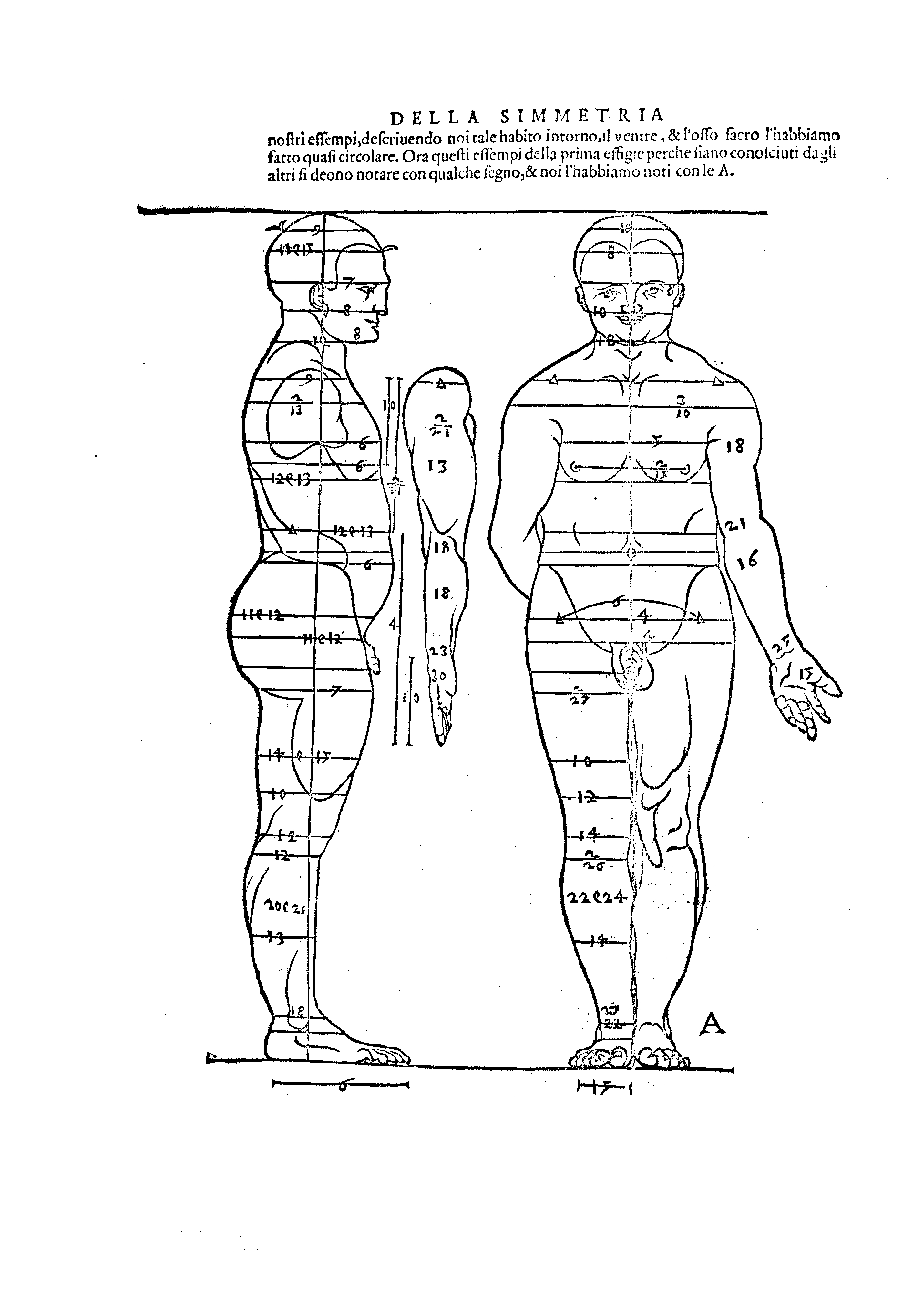
Ілюстрація з «Чотирьох книг про людські пропорцїі» (Vier Bücher von Menschlicher Proportion)

У трактаті «Чотири книги про людські пропорції» (нім. Vier Bücher von Menschlicher Proportion) Дюрер виклав свої уявлення про фігуру людини та методи її побудови. У першій книзі показані п'ять типів фігур чоловічого та жіночого тіла, пропорції яких вимірюються за допомогою так званого дільника — масштабу, що виражає відношення довжини кожної частини тіла до його загальної довжини. Дюрер базується у цих побудовах як на працях Віртувія, так і на особистих спостереженнях, за його словами, «двох чи трьох сотень живих осіб». Друга книга вміщує вісім додаткових типів фігур, поділених на частини іншим способом, запозиченим із трактату Альберті «Про статую» (1464). У третій книзі Дюрер подає власні методи зміни первісних пропорцій фігур для побудови відхилень від норми, які зустрічаються в реальному житті. В цьому він прагне дати художникам надійніший, ніж малювання з натури, спосіб зображення природи. Серед його методів — геометричне моделювання опуклих і увігнутих дзеркал. Четверта книга присвячена просторовому зображенню людської фігури, передачі ракурсів і руху тіла.
Додаток до третьої книги містить дуже важливе есе з естетки, в якому обґрунтовується реалістичний метод, вимога слідувати природі узгоджується із теорію прекрасного, запозиченою в Італії. На думку Дюрера, єдиним джерелом мистецтва є життя: «Воістину, мистецтво ховається в природі; хто вміє виявити його, той володіє ним». Завдання художника — вивчати природу, проникати в її таємниці, прагнути «осягнути справжню сутність всіх речей». Відкидаючи концепцію Альберті про об'єктивну красу, Дюрер пропонує релятивістське поняття краси на основі різноманітності. У 1512—1513 роках він висловлював думку про відносність поняття прекрасного і неможливості досягнення ідеалу, а в кінцевій редакції есе він приходить до висновку, що все в природі гідне зображення, навіть грубі та повсякденні речі. Іншими словами, Дюрер переконується в тому, що прекрасне в мистецтві не завжди збігається з прекрасним у природі, бо те, що здається грубим у житті, може виявитися прекрасним у мистецтві, якщо воно зображене по-справжньому майстерно.
Трактат «Чотири книги про пропорції» був виданий у 1528 році. Він є найширшим з усіх написаних в епоху Відродження трактатів на цю тему. Проте не всі запропоновані Дюрером методи набули поширення через їх громіздкість і складність застосування на практиці.

Спосіб побудови еліпса, як перетину конуса, «Керівництво до вимірювання»
Чоловіча п'ясть руки у двох проєкціях, «Чотири книги про пропорції»

У 1532 році цей трактат було перекладено латиною й опубліковано німецьким гуманістом Йоахимом Камерарієм. За свідченнями Асканіо Кондіві, коли Мікеланджело «(…)читає Альберто Дуро (Альбрехта Дюрера), все це здається йому дуже слабким, адже він у душі своїй ясно бачить, наскільки його власні уявлення у цій сфері більш досконалі та більш корисні. (…) Альберто трактує тільки розміри та різновиди людського тіла, для яких твердого правила встановити неможливо, і зображає людей прямими як дрючки, не кажучи ні слова про людські рухи та жести, що значно важливіше».

## Магічний квадрат Дюрера

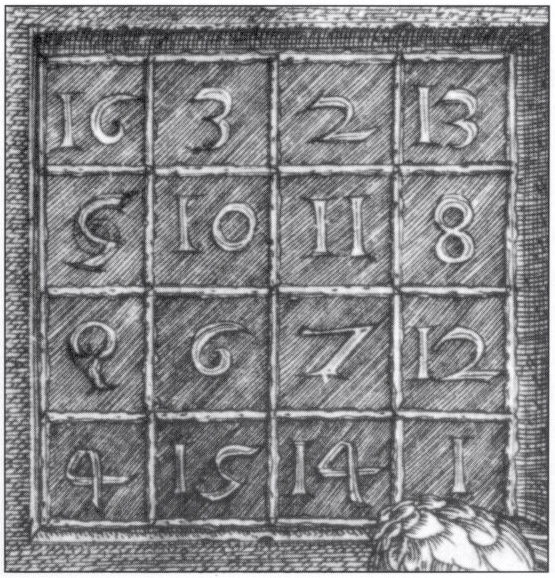
Фрагмент гравюри Дюрера «Меланхолія»

Дюрер склав перший в Європі так званий магічний квадрат, який зобразив на своїй гравюрі «Меланхолія I» (1514). Здобуток Дюрера полягає в тому, що він зумів так вписати в розкреслений квадрат числа від 1 до 16, що сума 34 отримується не тільки при складанні чисел по вертикалі, горизонталі та діагоналі, але й у всіх чотирьох чвертях, в центральному чотирикутнику і навіть при додаванні чотирьох кутових клітин. Також Дюрер зумів розмістити в таблиці рік створення гравюри «Меланхолія» (дві середні клітини нижньої горизонталі). «Магічний квадрат» Дюрера залишається складною загадкою. Якщо розглядати середні клітини першої вертикалі, впадає в око, що в них внесені зміни, а саме виправлені цифри: 6 виправлена на 5, а 9 отримана з 5. Припускають, що Дюрер не випадково збагатив свій «магічний квадрат» такими деталями, які не можна не помітити.

## Львівська збірка рисунків
1869 року до Львівського музею Любомирських із Переворська було перевезено колекцію князя Генрика Любомирського, до якої входили 24 рисунки Дюрера. 1927 року англійський письменник Г. Райтлінгер вперше відкрив науковому світові досі не відому колекцію. Цього ж року в Берліні вийшов шостий том збірки всіх робіт Дюрера, куди увійшли також рисунки львівської колекції. 1940 року збірки музею Любомирських передано щойноствореній Львівській бібліотеці АН УРСР (нині Наукова бібліотека імені Стефаника). Під час нацистської окупації, в червні 1941 року збірку примусово реквізовано і вивезено до Берліна, а перед самою капітуляцією до Зальцбурга. 1948 року збірку було знайдено спецслужбами США у соляній шахті біля Зальцбурга і передано Георгу Любомирському, який обіцяв подарувати їх Вашингтонській національній галереї. Починаючи з 1954 року Георг Любомирський продав збірку двома частинами американській антикварній фірмі та приватній галереї, після чого вони були частинами багаторазово перепродані. Нині зберігаються поодинокими екземплярами та невеликими групами (не більше трьох) у національних музеях США та Канади, а також у приватних колекціях США, Канади, Великої Британії та Німеччини. Місцеперебування одного з рисунків невідоме.
2004 року Україна безоплатно передала Нідерландам ряд творів образотворчого мистецтва, котрі були частиною колишньої колекції Кенігса, свого часу купленої Німеччиною у Нідерландів, а потім вивезеної до СРСР як контрибуція. Українська частина колекції містила зокрема і роботи Дюрера. Спроби пов'язати повернення колекції Кенігса із поверненням трьох рисунків із львівської збірки Дюрера, що нині знаходяться у музеї Бойманса у Роттердамі, була безуспішною.
Після захоплення Львова гітлерівцями 1941 року і вбивства Владислава Віслоцького Мечислав Ґембарович став керівником Оссолінеума, об'єднаного з Бібліотекою Баворовських (нині відділ мистецтв ЛНБ ім. В. Стефаника) в Державну бібліотеку Львова. За період до повторного зайняття Львова радянськими військами в липні 1944 років намагався вберегти від знищення збірники Оссолінеума.
Львівська газета «Високий замок» у своєму досьє вказує, що рисунки були "навічно подаровані князем Генриком Оссолінським при умові, що вони ні за яких обставин не можуть бути вилучені. Їх передав гітлерівцям тодішній керівник Мечислав Ґембарович.

## Канонізація
Альбрехт Дюрер — Святий в Українській лютеранській церкві. День пам'яті — 6 квітня.

## Дюрер і фехтування
Альбрехт Дюрер вніс свою лепту й у розвиток німецької школи фехтування. У 1512 році ним написана «Книга з фехтування», яка є альбомом, що містить малюнки фехтувальних сцен, а текст відсутній. У цьому альбомі значна частка малюнків схожа на ті, що є в трактаті «Гладіаторія» і «Керівництві з німецького фехтування» 1443 року авторства Ганса Тальхоффера.

## Живопис

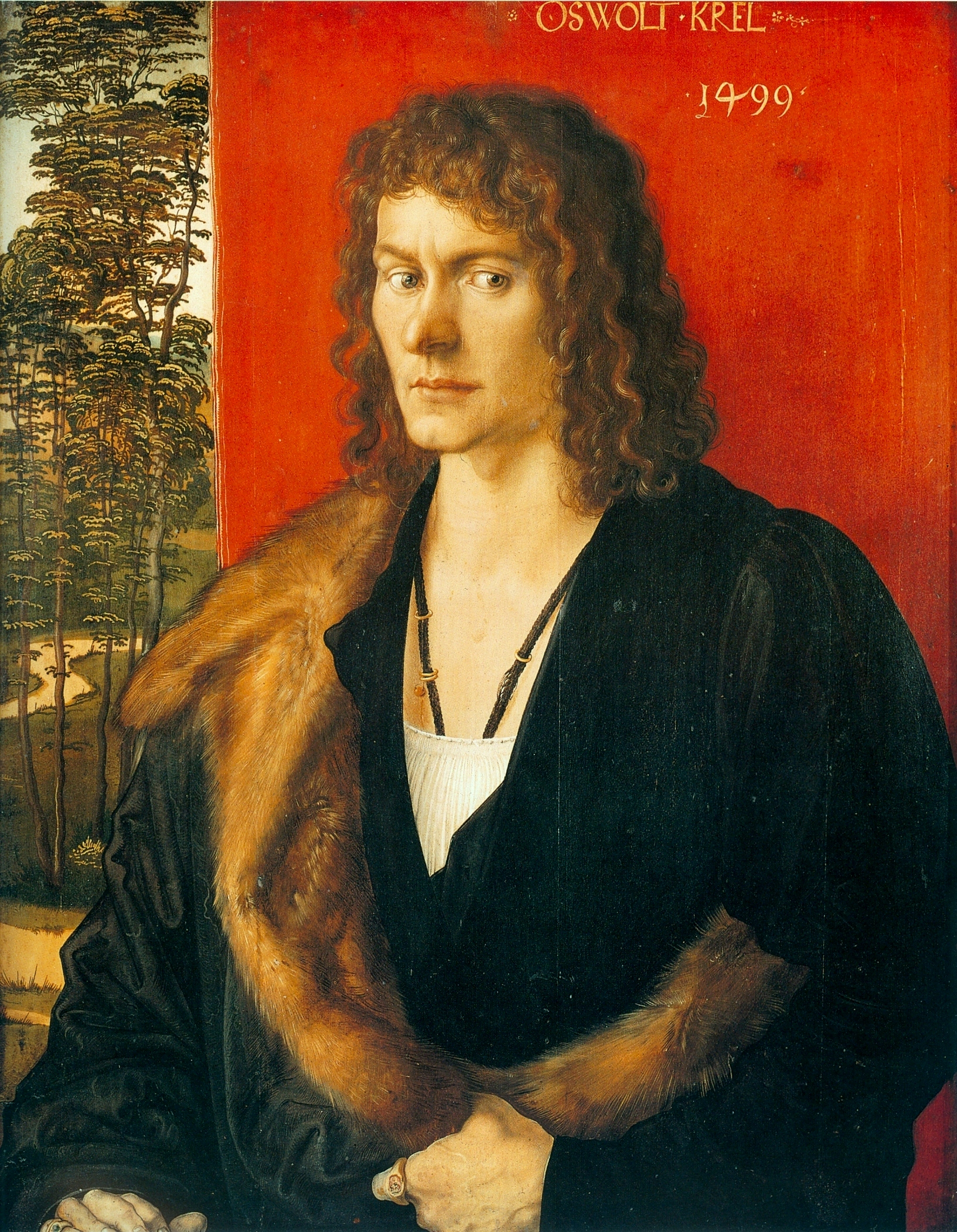
«Портрет Освольта Креля», 1499
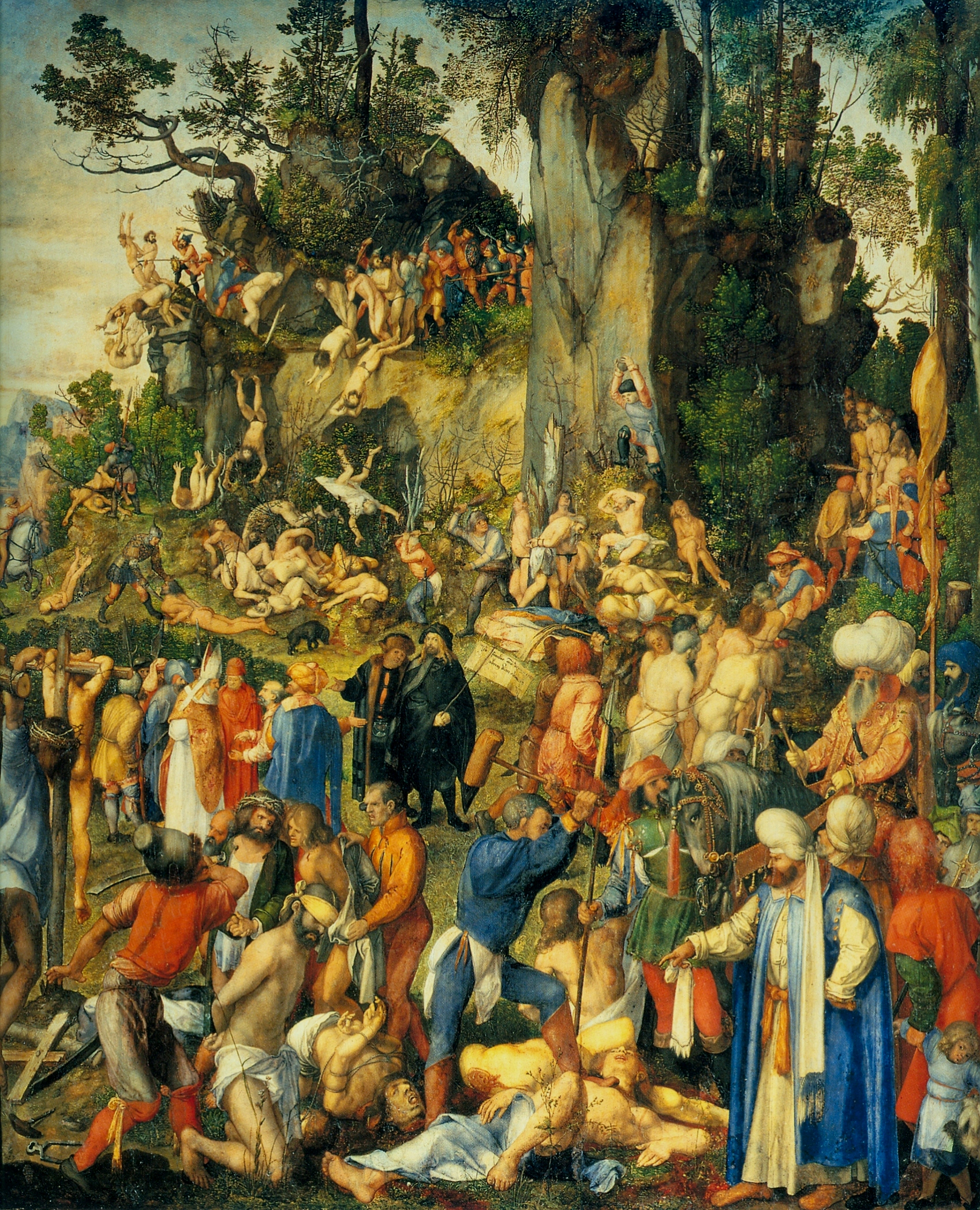
«Мучеництво десяти тисяч християн», 1508. Музей історії мистецтв, Відень
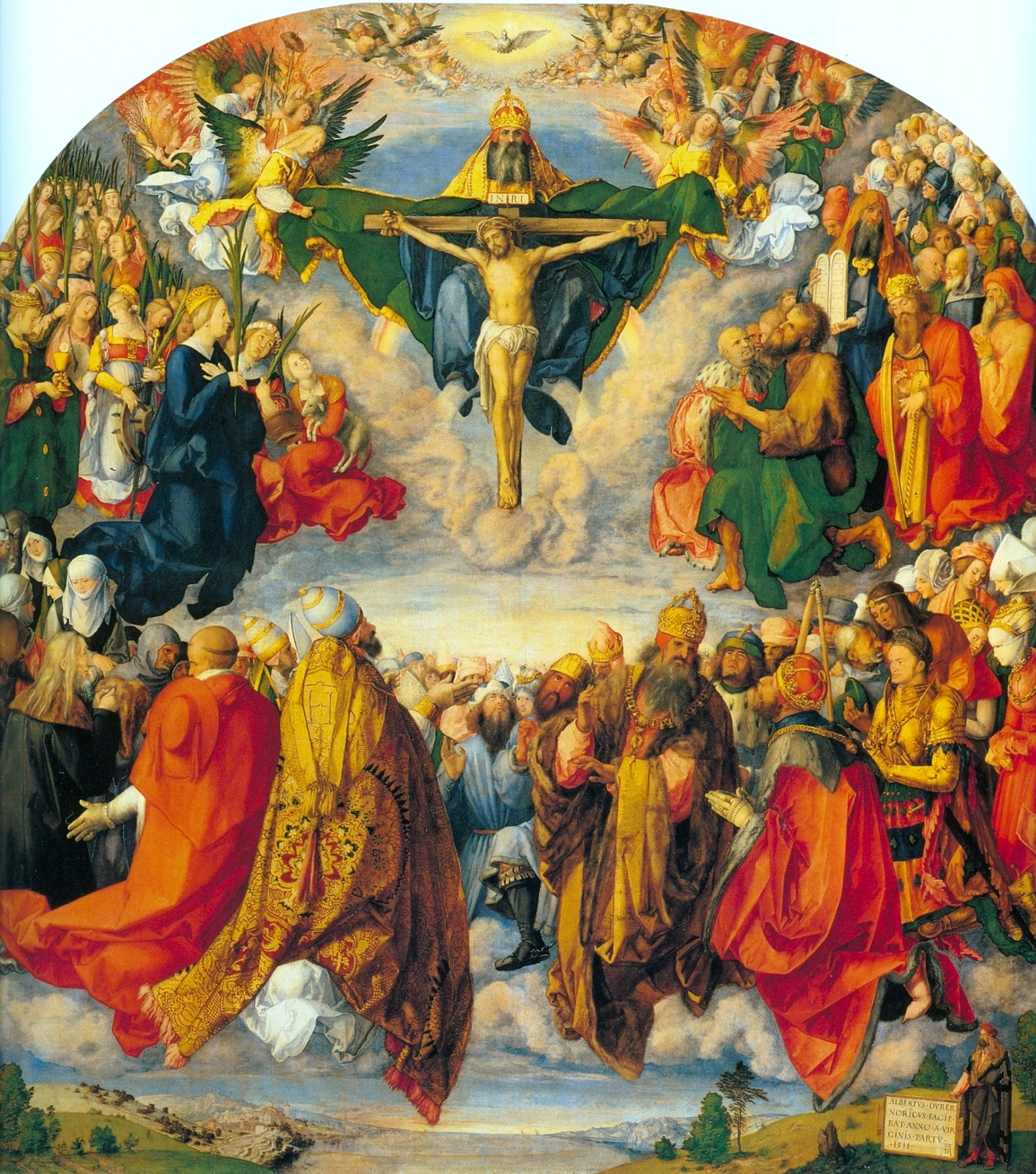
Вівтар Ландауер, 1511. Музей історії мистецтв, Відень
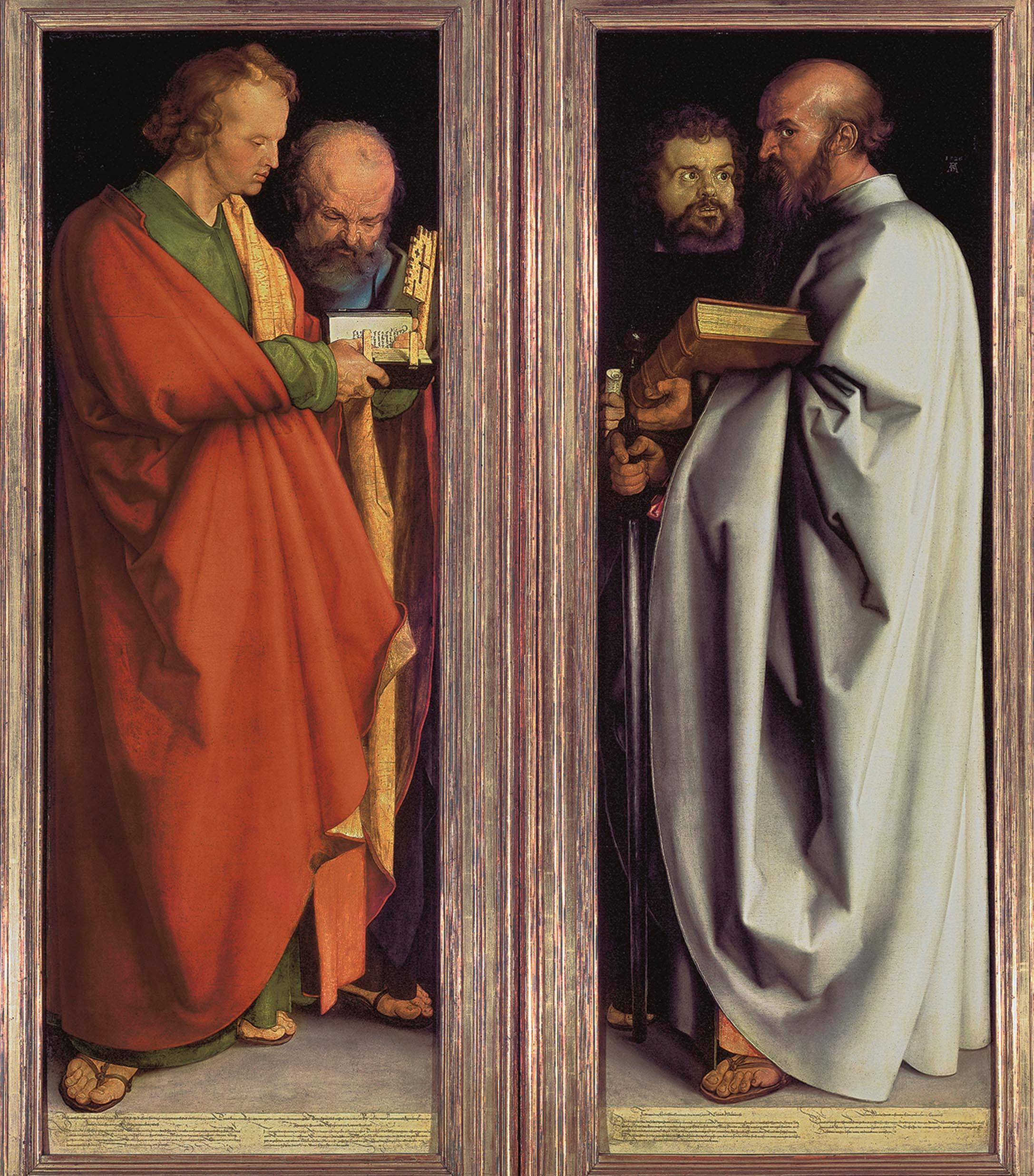
Диптих «Чотири апостоли», 1526

## Гравюри

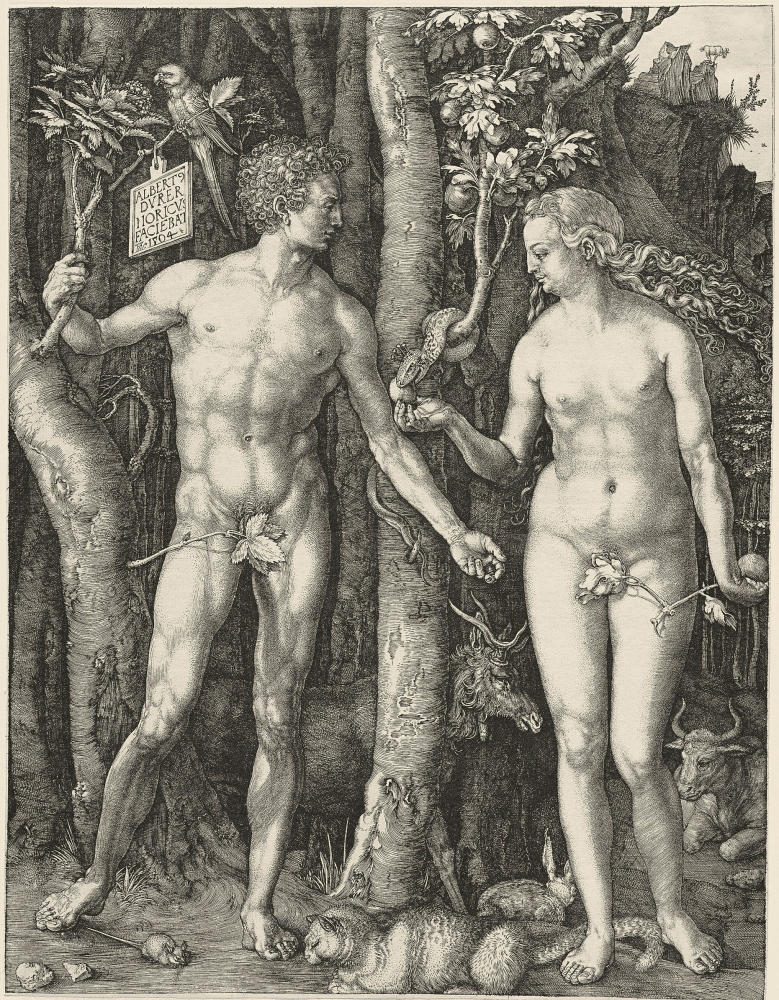
Адам і Єва, 1504
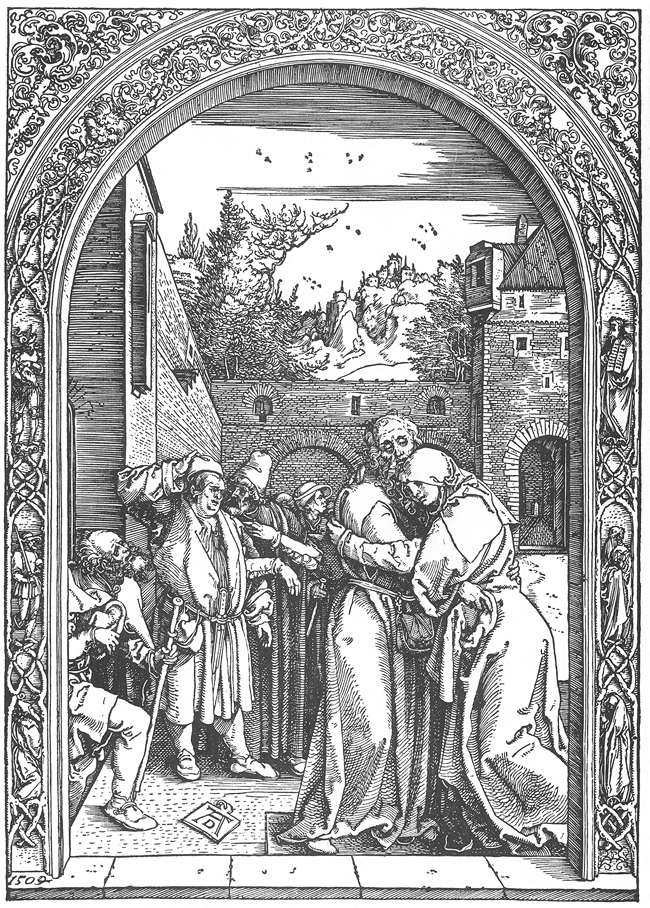
Зустріч Йоакима і Анни біля Золотих воріт, 1504
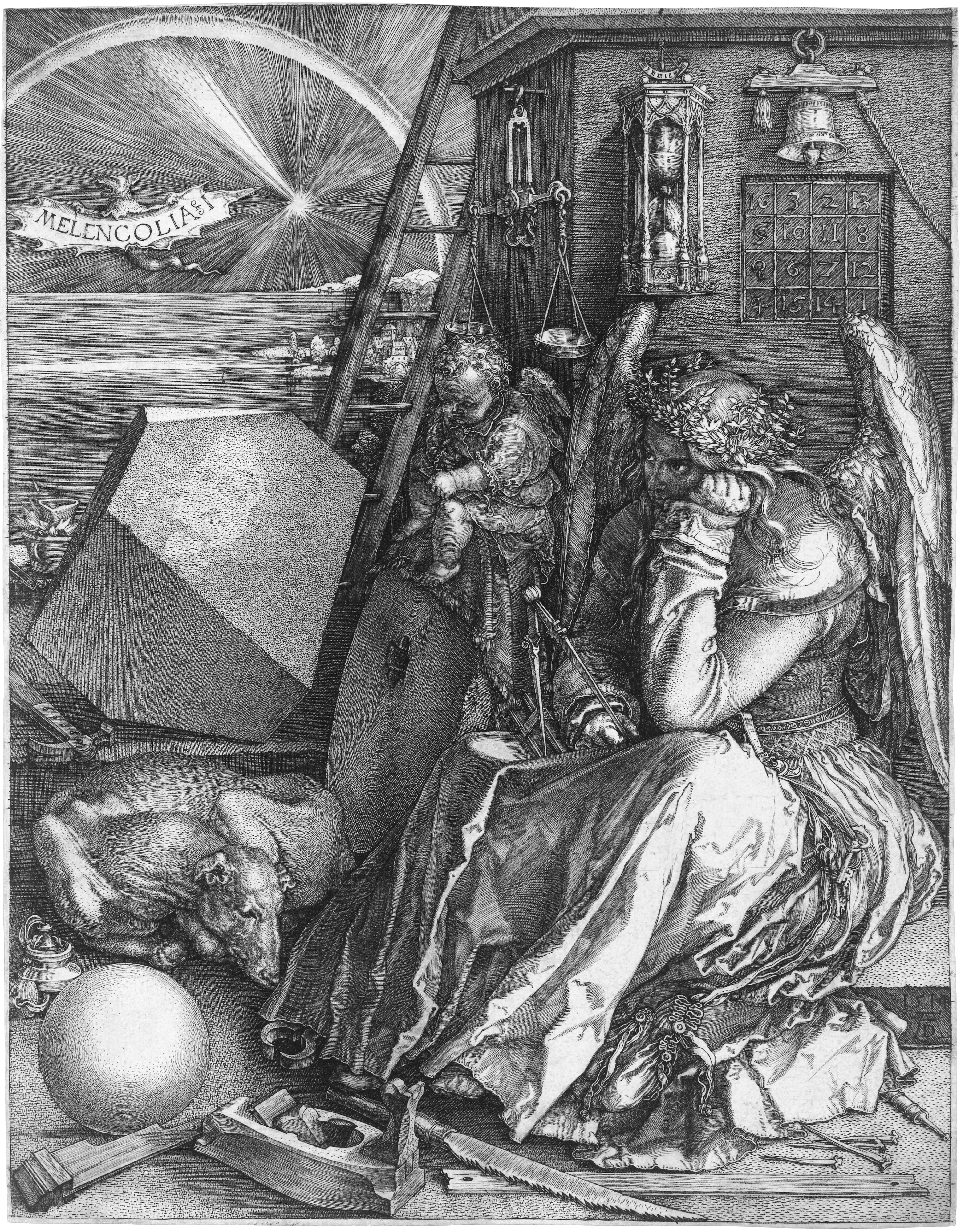
Меланхолія I, 1514
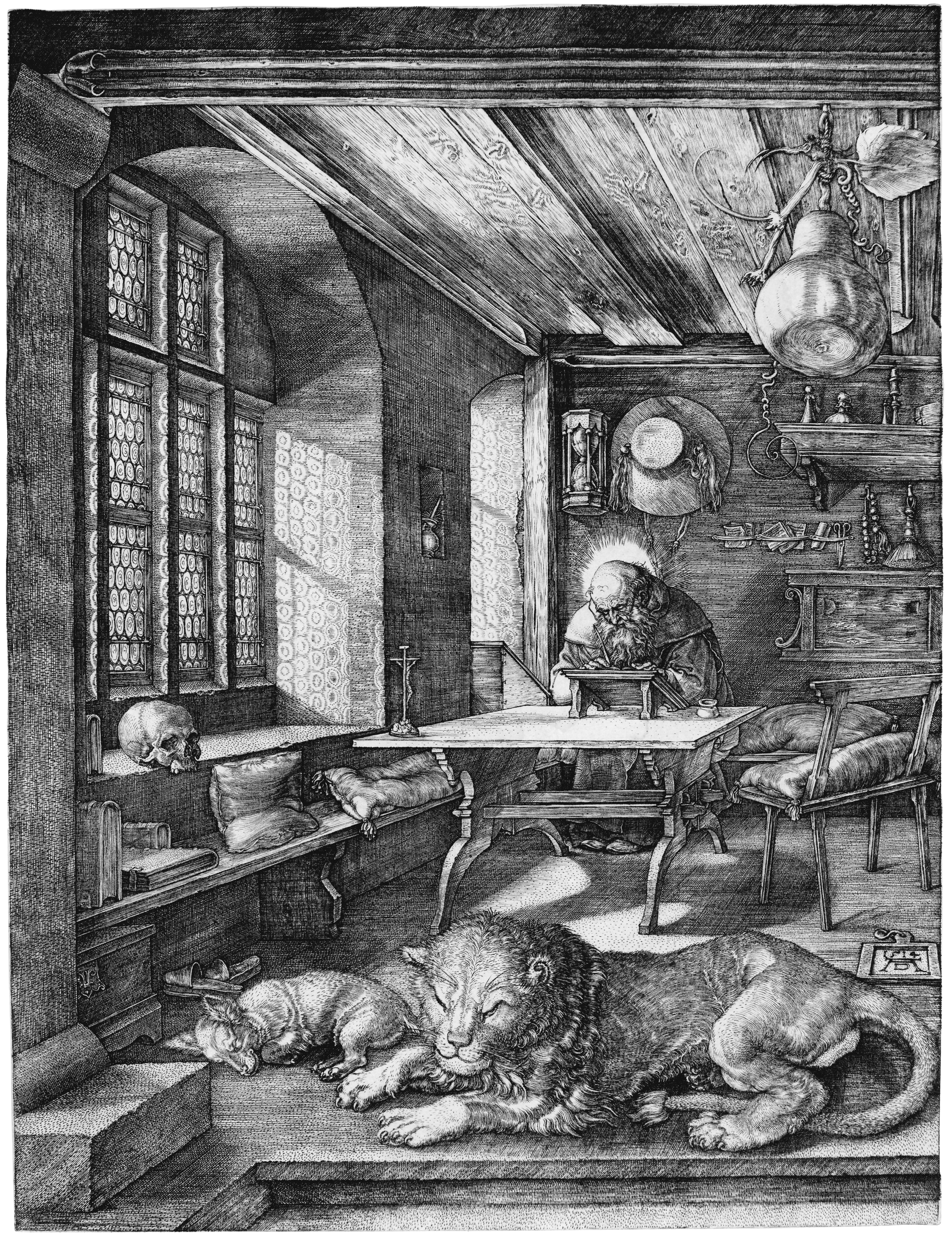
Святий Ієронім у келії (Дюрер), 1514
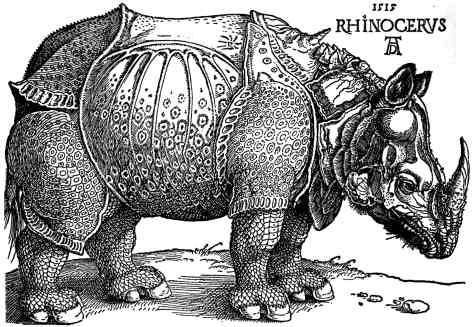
Носоріг, 1515
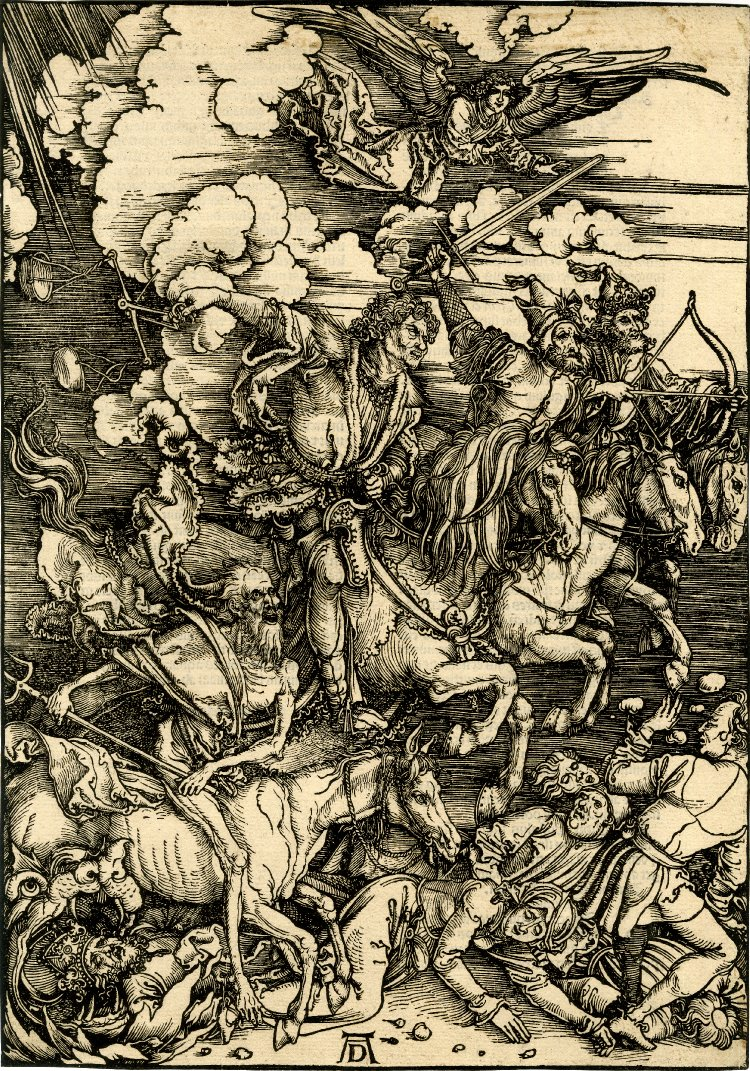
4. Чотири вершники Апокаліпсису (З серії Апокаліпсис, 1498)

## Малюнки та акварелі
Налічують близько тисячі графічних робіт Дюрера, які дійшли до нашого часу (За словами Джулії Бартрум — 970). Дюрер одним з перших німецьких художників почав застосовувати у своїх графічних роботах мікс різних матеріалів: додавав білила у рисунку на кольоровому папері (на італійський манер), поєднував різні м'які матеріали тощо.

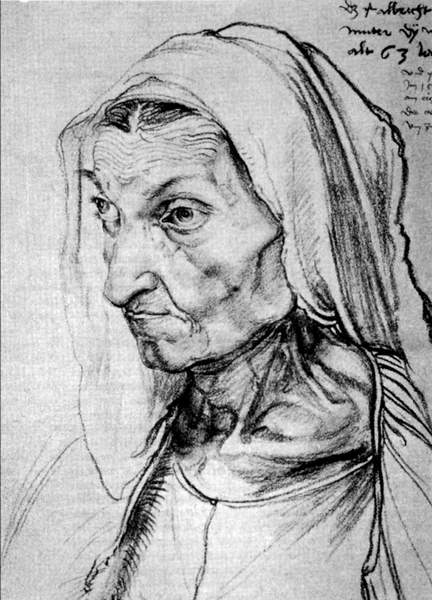
«Портрет матері у 63 роки», 1514
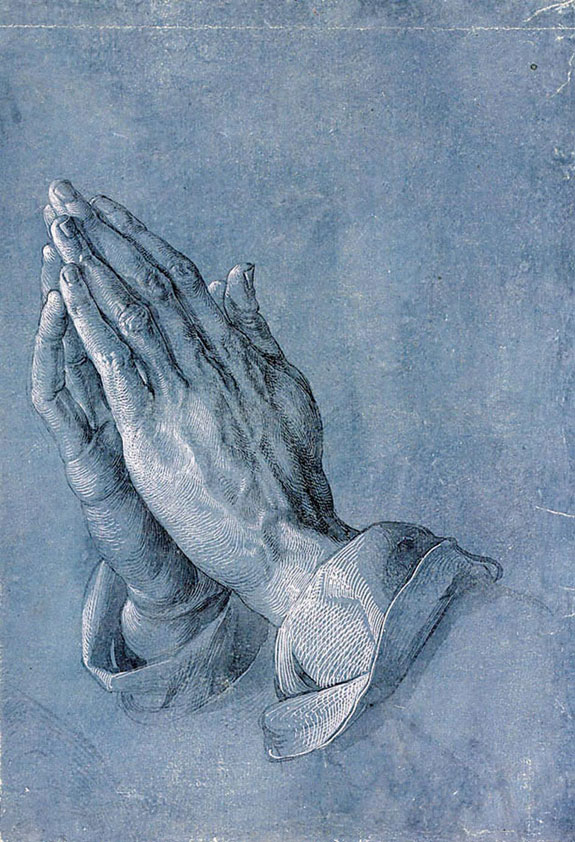
«Руки в молитві»

## Автопортрети
Перший з відомих автопортретів Дюрера був написаний ним у 13 років (малюнок срібним олівцем).

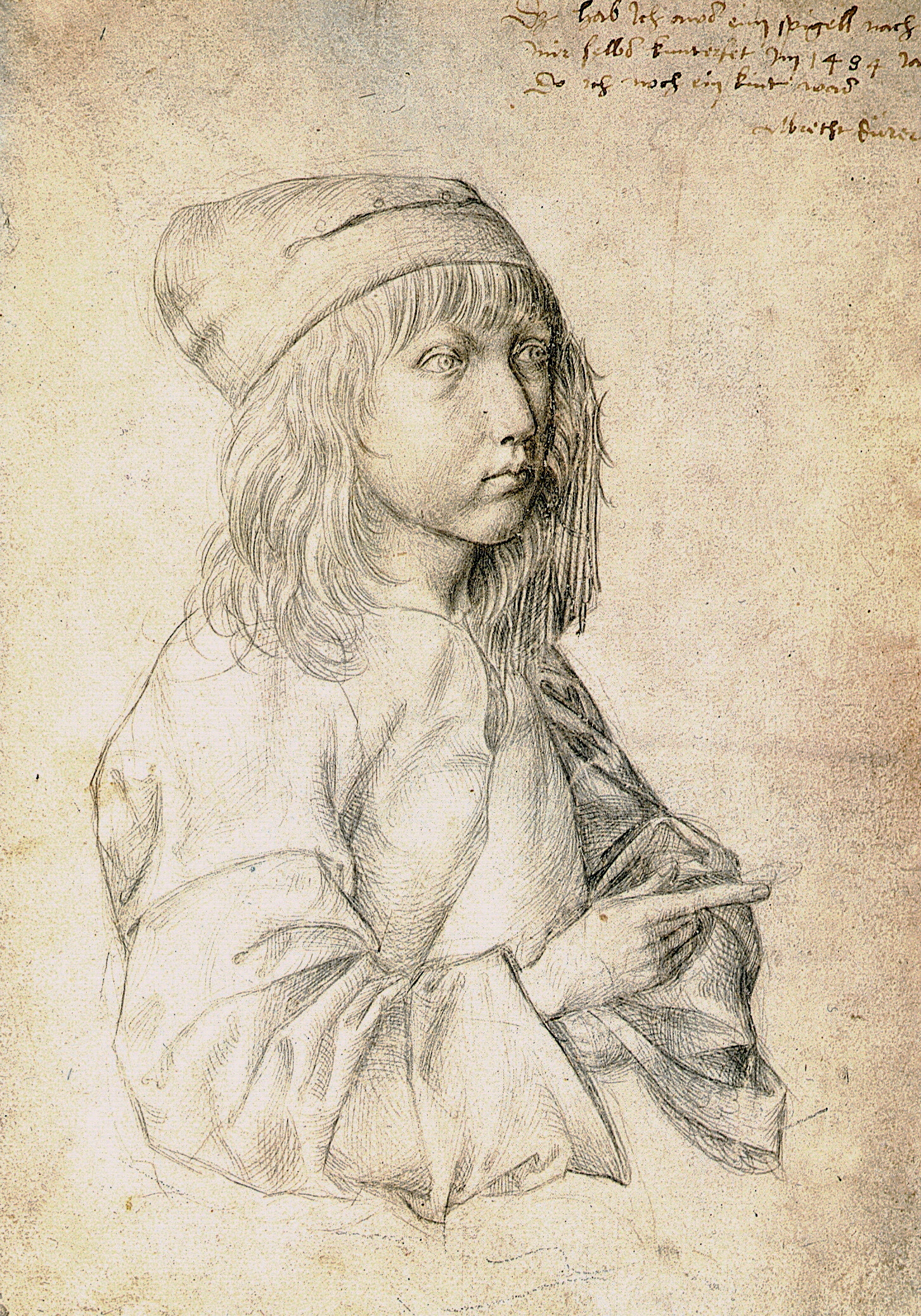
Автопортрет (малюнок срібним олівцем, 1484), Альбертіна, Відень
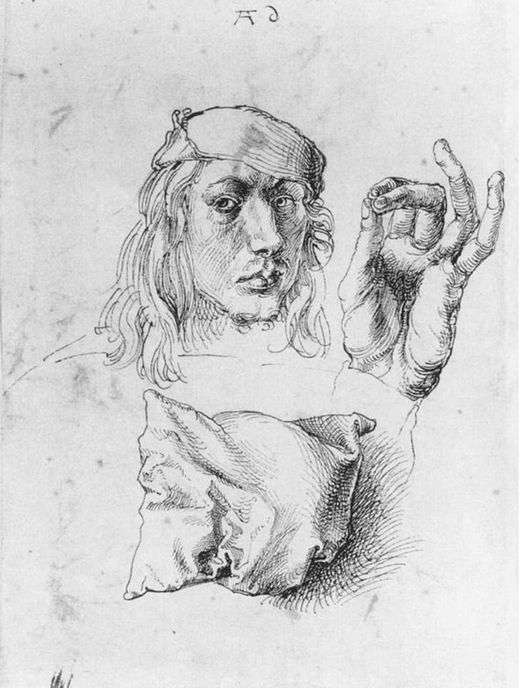
Автопортрет з львівської збірки, 1493, рисунок пером, Метрополітен-Музей, Нью-Йорк
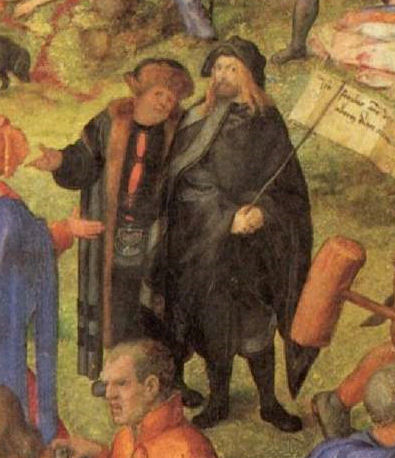
Автопортрет, 1508 (фрагмент картини «Мучеництво десяти тисяч християн»)
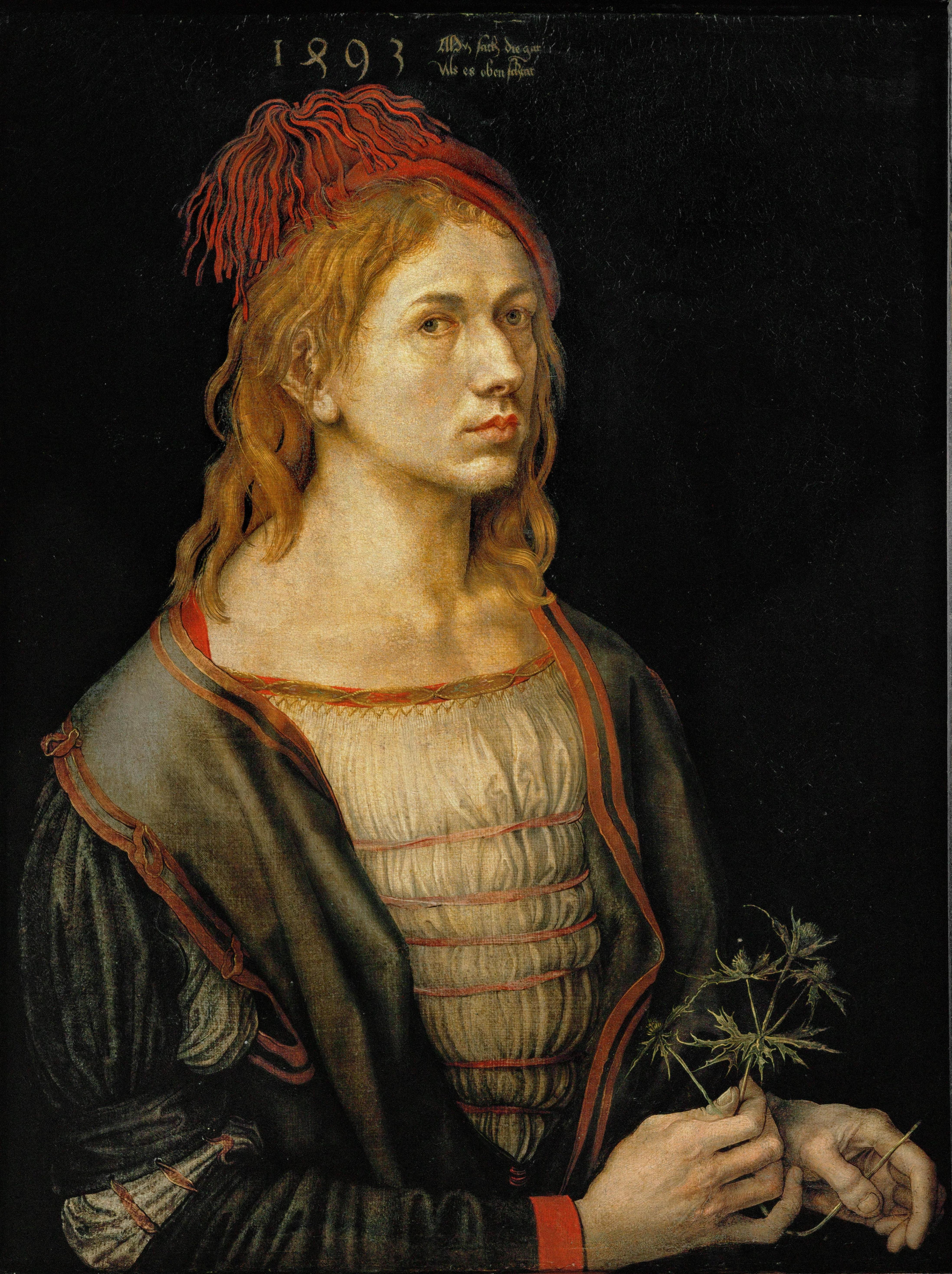
Автопортрет, 1493, Лувр, Париж
Автопортрет, 1498, Прадо, Мадрид
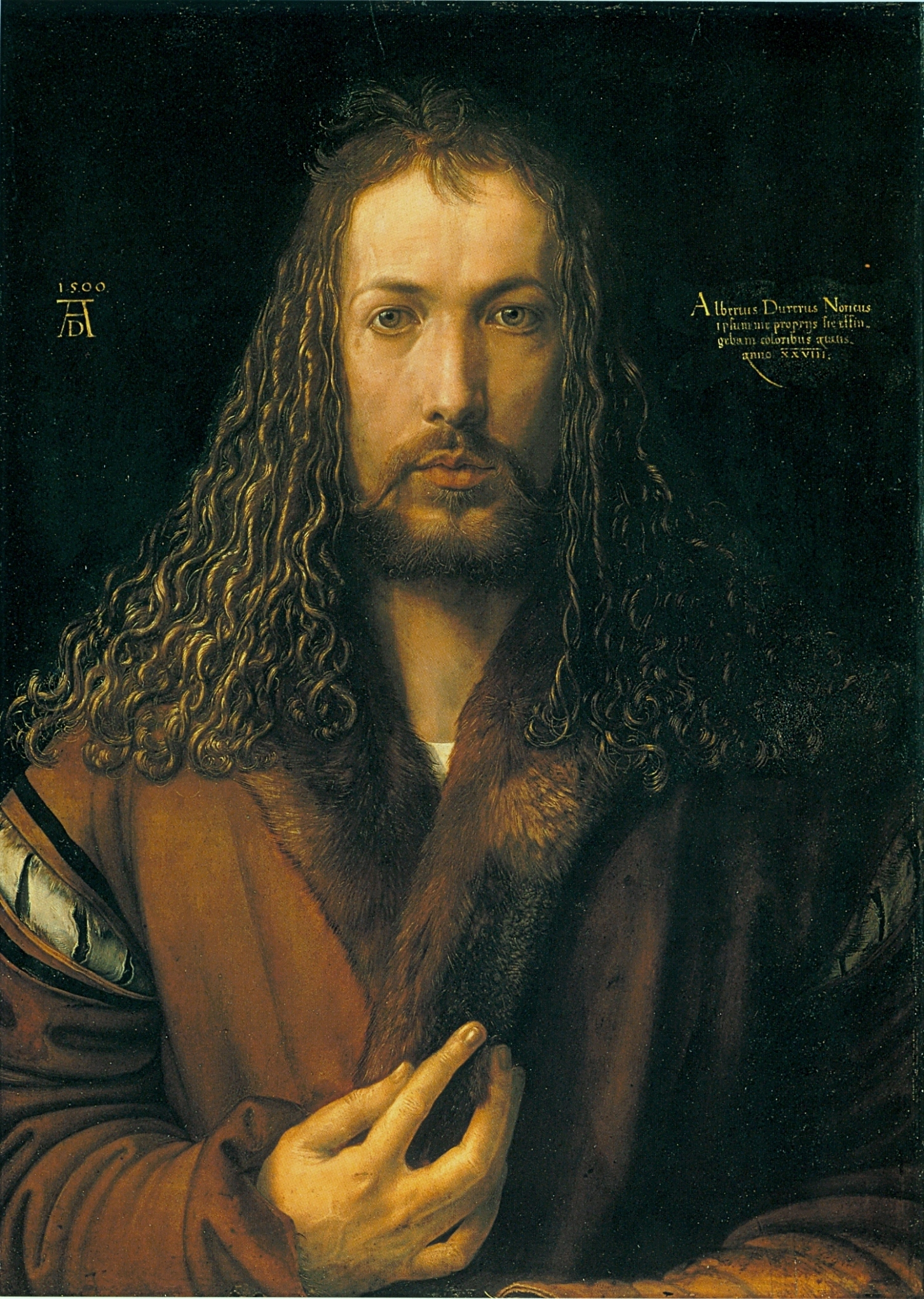
Автопортрет, 1500, Стара пінакотека, Мюнхен

## Див. також

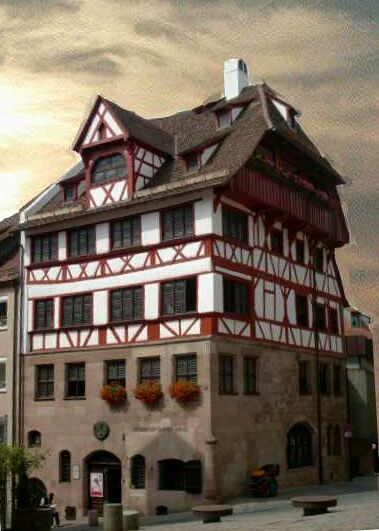
Будинок-музей Альбрехта Дюрера в Нюрнберзі

### Каталоги творчого доробку
- Fedja Anzelewsky: Albrecht Dürer. Das malerische Werk, 2 Bde., 2. neubearb. Aufl., Berlin 1991 (zuerst 1971); mit maßgeblicher Zählung. (нім.)
- Rainer Schoch, Matthias Mende, Anna Scherbaum (Hrsg.): Albrecht Dürer: Das druckgraphische Werk. (нім.)
  - Bd. I: Kupferstiche, Eisenradierungen und Kaltnadelblätter, Prestel Verlag, München 2001. (нім.)
  - Bd. II: Holzschnitte und Holzschnittfolgen, Prestel Verlag, München 2002. (нім.)
  - Bd. III: Buchillustrationen, mit Beiträgen von Berthold Hinz und Peter Schreiber, Prestel Verlag, München 2004. (нім.)

### Загальна література
- Franz Winzinger: Albrecht Dürer. Reinbek 1971, ISBN 3-499-50177-5. (нім.)
- Erwin Panofsky: Das Leben und die Kunst Albrecht Dürers. ins Deutsche übersetzt von Lise Lotte Möller, München 1977 (erste engl. Ausgabe: 1943). (нім.) + Erwin Panofsky, The Life and Art of Albrecht Dürer. Princeton: Princeton University Press, 1955.
- Giorgio Zampa u. Angela Ottino Della Chiesa: L'opera Completa di Dürer. Rizzoli Editore, Milano 1968. Гравюра
- Albrecht Dürer. 1471/1971 . Ausstellungskatalog des German. Nationalmuseums, Nürnberg. Prestel, München 1971, ISBN 3-7913-0004-0. (нім.)
- Matthias Mende (Hrsg.): Albrecht Dürer — ein Künstler in seiner Stadt. Tümmels, Nürnberg 2000, ISBN 3-921590-84-1. (нім.)
- Mark Lehmstedt (Hrsg.): Albrecht Dürer: Das Gesamtwerk. CD-ROM, Digitale Bibliothek, Nr. 28. Directmedia Publishing, Berlin 2004, ISBN 3-89853-428-6. (нім.)
- Fedja Anzelewsky, Albrecht Dürer: Werk und Wirkung. Stuttgart 1980 (elektron. Ausg. 1999). Гравюра (нім.)
- Albrecht Dürer: Schriften und Briefe, herausgegeben von Ernst Ullmann und Textbearbeitung von Elvira Pradel. Reclam Verlag, Leipzig 1993. (нім.)
- Christian Schoen, Albrecht Dürer: Adam und Eva. Reimer Verlag, Berlin 2001, ISBN 978-3-496-01244-3. (нім.)
- Дзюбан Р. Львівські рисунки Дюрера: проблеми втрати й повернення // Записки Львівської наукової бібліотеки ім. В. Стефаника. — Львів, 2005. — Вип. 13. — С. 336—359.
- Дзюбан Р. Чи повернуться в Україну рисунки Дюрера // Пам'ятки України: історія та культура, 2006. — С. 78 — 97.
- Козицький А. Збірка Дюрера // Енциклопедія Львова / За ред. А. Козицького. — Львів: Літопис, 2008. — Т. ІІ. — С. 200—201.
- Костюк С. Львівська колекція рисунків Альбрехта Дюрера // Галицька брама. — 1997. — № 12 (36). — С. 10—11.